# La Center
Pour la ville du Kentucky, voir LaCenter.
La ville de La Center est située dans le comté de Clark, dans l’État de Washington, aux États-Unis. Sa population, qui s’élevait à 2 800 habitants lors du recensement de 2010, est estimée à 3 281 habitants en 2018.

## Source
- (en) Cet article est partiellement ou en totalité issu de l’article de Wikipédia en anglais intitulé « La Center, Washington » (voir la liste des auteurs).

1. ↑  (en) « Population and Housing Unit Estimates », United States Census Bureau, 27 juin 2019 (consulté le 16 février 2020)
2. ↑  (en) Bureau du recensement des États-Unis, « Census of Population and Housing » (consulté le 19 septembre 2013)
3. ↑  (en) « Population Estimates » [archive du 22 juin 2016], Bureau du recensement des États-Unis (consulté le 9 juillet 2016)